# Mancha Blanca
Mancha Blanca es un paraje del departamento de Río Negro, en la provincia de  Río Negro, Argentina. El origen de esta localidad está dado por la estación de ferrocarril del mismo nombre. Está ubicada en la posición geográfica 40°46′41″S 65°26′59″O / -40.77806, -65.44972.

## Toponimia
El nombre de esta localidad tiene su origen en la ladera de una colina cercana donde existen dos manchas blancas.